# Corydalis kiautschouensis
Corydalis kiautschouensis là một loài thực vật có hoa trong họ Anh túc. Loài này được Poelln. mô tả khoa học đầu tiên năm 1938.